# Chuck Berry on Stage
Chuck Berry on Stage — шестой альбом американского певца Чака Берри. Несмотря на название, все песни были записаны в студии. В американский хит-парад альбом не вошёл.

## Обзор
Концепция этой «концертной» пластинки достаточно необычная: на студийные дорожки были наложены речи конферансье, аплодисменты и шум толпы, имитируя, таким образом, концертные альбомы. При этом, в альбом вошла часть песен, ранее ни в каком виде не изданных на пластинках Берри: «Surfin’ Steel», «Rockin’ On The Railroad (Let It Rock)», «Still Got The Blues», «I Just Want to Make Love to You», «All Aboard», «Trick or Treat» и «The Man and The Donkey». Ещё более необычным выглядит то, что на обложку вынесено название песни «Surfin’ USA», которую в 1962 году записали The Beach Boys. Однако на альбоме на самом деле это оригинальная версия «Sweet Little Sixteen», мелодия которой была целиком заимствована группой для своей песни. Скорее всего успех песни The Beach Boys побудил лейбл Чака Берри переименовать «Sweet Little Sixteen» в «Surfin’ USA». Новых песен Берри к тому времени у Chess Records не было, так как Берри был заключён в тюрьму в феврале 1962 года, и соответственно вся ответственность за выпуск материала лежала на продюсерах фирмы звукозаписи. Возможно, в таком решении продюсеров была жестокая ирония: концертный альбом музыканта, заключённого в тюрьме.
Впоследствии альбом был издан с оригинальными версиями песен, без наложений концертных эффектов.

## Список композиций
Все композиции написаны Чаком Берри.
1. «Go, Go, Go»
2. «Memphis, Tennessee»
3. «Maybellene»
4. «Surfin’ Steel»
5. «Rockin’ On The Railroad (Let It Rock)»
6. «Brown Eyed Handsome Man» (Alternate take)
7. «Still Got The Blues»
8. «Sweet Little Sixteen»
9. «Jaguar and Thunderbird»
10. «I Just Want to Make Love to You»
11. «All Aboard»
12. «Trick or Treat»
13. «The Man and The Donkey»